# Cantua
Cantua és un gènere de plantes amb flor de la família Polemoniaceae, que de manera natural es fa en molts països de la part central de sud Amèrica, on moltes de les seves espècies són endèmiques. Hom hi reconeix 18 espècies, antigament des de 12 fins a una cinquantena d'espècies encara que les anàlisis d'ADN estan fent reconsiderar l'atribució de moltes espècies vegetals a un gènere o altre.

## Taxonomia
Espècies acceptades per POWO:
- Cantua alutacea Infantes, 1962, nativa del Perú
- Cantua bicolor Lem., 1847, nativa del Perú i Bolívia
- Cantua buxifolia Juss. ex Lam., 1785, nativa de Bolívia, el Perú i nord de Xile
- Cantua candelilla Brand, 1907, nativa del Perú
- Cantua cordata Juss., 1804, nativa del Perú, extingida
- Cantua cuneifolia Juss. ex Roem. i Schult., 1819, dubtosa
- Cantua cuzcoensis Infantes, 1962, nativa del Perú
- Cantua dendritica J.Mark Porter & L.Alan Prather, 2008, nativa del Perú
- Cantua flexuosa (Ruiz & Pav.) Pers., 1805, nativa del Perú i Bolívia
- Cantua glutinosa C.Presl, 1851, nativa del nord de Xile
- Cantua hibrida Herrera, 1921, nativa del Perú
- Cantua longifolia Brand, 1924, nativa del Perú
- Cantua mediammis J.M.Porter & Prather, 2008, nativa del Perú
- Cantua megapotamica Spreng., 1827, del sud del Brasil
- Cantua ovata Cav., 1798, nativa del Perú
- Cantua pyrifolia Juss. ex Lam., 1783, nativa de l'Equador i el Perú
- Cantua quercifolia Juss., 1804, nativa de l'Equador i el Perú
- Cantua tomentosa Cav., 1798, nativa del Perú
- Cantua volcanica J.M.Porter & Prather, 2008, nativa del Perú